# Chevrolet Corvair
El Corvair és un automòbil de la marca Chevrolet, de General Motors fabricat als Estats Units de 1959 a 1969. Va néixer com a resposta de l'empresa americana als models europeus compactes que estaven copant el mercat, tipus VW Escarabat.
Era un cotxe atípic per al mercat americà, a diferència dels Ford o Chrysler, el Corvair no era un cotxe fet a escala dels tradicionals.
El Chevrolet Corvair es va fer famós per les crítiques d'un llibre titulat  Unsafe at any speed i està signat per Ralph Dannels o Ralph Nader. En ell es posa en dubte el disseny del cotxe per considerar insegur.
Es van presentar almenys tres carrosseries diferents. Encara que la batalla comercial es focalitzava en la versió sedan, van ser els convertibles i els cupès Monza els que van aconseguir més èxit.

## Especificacions
* 6 cilindres horitzontals oposats (Boxer), refredat per aire, 2377cc, 63Kw (84CV)
* Velocitat màxima: 144 km/h